# 17 Blocks
Pour plus de détails, voir Fiche technique et Distribution.
17 Blocks est un film documentaire réalisé par Davy Rothbart sorti en 2021.

## Fiche technique
- Titre : '17 Blocks
- Réalisation : Davy Rothbart
- Scénario : Davy Rothbart, Mark Monroe et Jennifer Tiexeira
- Production : Michael B. Clark, Rachel Dengiz, Alex et Marc Turtletaub
- Photographie : Zachary Shields
- Musique : Nick Urata
- Montage : Jennifer Tiexeira
- Genre : documentaire
- Durée : 96 minutes
- Pays d'origine :  États-Unis
- Dates de sortie :
  - États-Unis : 5 mars 2021
  - France : 9 juin 2021